# Міжріченський район
Міжрі́ченський район (рос. Междуреченский район) — адміністративна одиниця Вологодської області Російської Федерації.
Адміністративний центр — село Шуйське.

## Географія
Район межує з Вологодським, Сокольським, Тотемським, Грязовецьким районами і Костромською областю.
Основна річка — Сухона, з її великих приток можна відзначити Шую і Іхалицю.
Найосвоєніша і найзаселеніша частина району — Авнезька височина в західній частині, тут знаходиться більшість населених пунктів. Північ району лежить в Присухонській низині, тут переважають ліси, часто заболочені. У північно-східній частині знаходяться кілька великих відкритих верхових боліт.

## Історія
1929 року був утворений Шуйський район у складі Вологодського округу Північного краю.
6 січня 1931 року район перейменований в сучасну назву.
14 серпня 1959 року до складу району включена частина території ліквідованого Біряковського району.

## Населення
Населення району становить 5334 особи (2019; 6112 у 2010, 7641 у 2002).

## Адміністративно-територіальний поділ
На території району 4 сільських поселення:
| Поселення                        | Площа, км² | Населення, осіб (2002) | Населення, осіб (2010) | Населення, осіб (2019) | Центр      | Населені пункти |
| -------------------------------- | ---------- | ---------------------- | ---------------------- | ---------------------- | ---------- | --------------- |
| Ботановське сільське поселення   | 722,51     | 824                    | 687                    | 593                    | Ігумницево | 40              |
| Старосільське сільське поселення | 324,45     | 1303                   | 986                    | 874                    | Старе      | 31              |
| Сухонське сільське поселення     | 1314,61    | 4390                   | 3658                   | 3195                   | Шуйське    | 68              |
| Туровецьке сільське поселення    | 1262,53    | 1124                   | 781                    | 672                    | Туровець   | 10              |

- 9 квітня 2009 року ліквідовано Хожаєвське сільське поселення, його територія увійшла до складу Ботановського сільського поселення; ліквідовано Ноземське сільське поселення, його територія увійшла до складу Старосільського сільського поселення; ліквідовано Враговське сільське поселення, його територія увійшла до складу Сухонського сільського поселення[6].
- 3 травня 2017 року ліквідовано Шейбухтовське сільське поселення, його територія увійшла до складу Сухонського сільського поселення[7].

## Найбільші населені пункти
Нижче подано населені пункти з чисельністю населення понад 1000 осіб:
| № | Населений пункт | Населення, осіб (2002) | Населення, осіб (2010) |
| - | --------------- | ---------------------- | ---------------------- |
| 1 | Шуйське         | 2436                   | 2250                   |